# Journeyman (album)
A Journeyman a brit gitáros-énekes dalszerző Eric Clapton 1989-ben kiadott nagylemeze. Az album 1989. november 7-én jelent meg. A lemez Clapton egyfajta a visszatérését jelzi, aki az 1980-as évekre elhatalmasodó alkoholfüggőségét legyőzve újra lemezkészítésbe fogott. Az 1986-ban megjelent August óta ez az első Eric Clapton kiadvány, ami saját dalokat is tartalmaz és nem válogatáslemez. Az album többségében a billentyűs hangszerekkel kiegészített elektromos gitár hangzására épül – tükrözve a 80-as évek rockzenei stílusvilágát, illetve a rock dalokat kiegészítve olyan blues számokat soroltat fel, mint a Before You Accuse Me, Running On Faith és a Ray Charles klasszikus Hard Times. A legsikeresebb dal a lemezről a Bad Love, ami Grammy-díjat nyert a legjobb férfi rockénekes teljesítmény kategóriában és három hétig vezette a Rock Chart slágerlistát. Az albumról a Pretending című szám ugyanezt a slágerlistát öt héten keresztül vezette.
Bár a lemez a megjelenésekor mérsékelt üzleti sikert aratott, később ez lett minden idők egyik legnépszerűbb Eric Clapton lemeze és az első dupla-platina Clapton lemez. Az albumról Eric Clapton úgy nyilatkozik önéletrajzában, hogy az egyik kedvenc lemeze.

## Az album dalai
| Journeyman | Journeyman             | Journeyman                       | Journeyman | Journeyman | Journeyman | Journeyman | Journeyman | Journeyman | Journeyman |
| #          | Cím                    | Szerző(k)                        | Hossz      |            |            |            |            |            |            |
| ---------- | ---------------------- | -------------------------------- | ---------- | ---------- | ---------- | ---------- | ---------- | ---------- | ---------- |
| 1.         | Pretending             | Jerry Lynn Williams              | 4:48       |            |            |            |            |            |            |
| 2.         | Anything for Your Love | Jerry Lynn Williams              | 4:16       |            |            |            |            |            |            |
| 3.         | Bad Love               | Eric Clapton, Mick Jones         | 5:11       |            |            |            |            |            |            |
| 4.         | Running on Faith       | Jerry Lynn Williams              | 5:27       |            |            |            |            |            |            |
| 5.         | Hard Times             | Ray Charles                      | 3:00       |            |            |            |            |            |            |
| 6.         | Hound Dog              | Jerry Leiber, Mike Stoller       | 2:26       |            |            |            |            |            |            |
| 7.         | No Alibis              | Jerry Lynn Williams              | 5:32       |            |            |            |            |            |            |
| 8.         | Run So Far             | George Harrison                  | 4:06       |            |            |            |            |            |            |
| 9.         | Old Love               | Eric Clapton, Robert Cray        | 6:25       |            |            |            |            |            |            |
| 10.        | Breaking Point         | Marty Grebb, Jerry Lynn Williams | 5:37       |            |            |            |            |            |            |
| 11.        | Lead Me On             | Cecil Womack, Linda Womack       | 5:52       |            |            |            |            |            |            |
| 12.        | Before You Accuse Me   | Ellas McDaniel                   | 3:55       |            |            |            |            |            |            |
| 56:35      |                        |                                  |            |            |            |            |            |            |            |

## Közreműködők
Az alábbi közreműködök segítségével készült az album:
- Eric Clapton – ének, gitár
- Nathan East – basszusgitár, vokál
- Jim Keltner – ütősök, dob, csörgődob
- Phil Collins – dob (a Bad Love című számban ), vokál
- David Sanborn – altszaxofon
- Robert Cray – gitár (szóló az Old Love és a  Before You Accuse Me című számokban)
- Phil Palmer – gitár
- John Tropea – gitár
- George Harrison – gitár, vokál a Run So Far című számban
- Cecil Womack – akusztikus gitár, vokál
- Jerry Lynn Williams – gitár, vokál
- Gary Burton – vibrafon
- Jeff Bova	– szintetizátor
- Alan Clark – szintetizátor, billentyűs hangszerek, Hammond-orgona
- Robbie Kondor – szintetizátor, harmonika, billentyűs hangszerek
- Rob Mounsey – szintetizátor
- Robby Kilgore	– szintetizátor
- Greg Phillinganes	– szintetizátor, zongora, billentyűs hangszerek, vokál
- Richard Tee – zongora, Fender Rhodes
- Carol Steele	– ütősök, konga, csörgődob
- Arif Mardin – hangszerelés, vonósok hangszerelése
- Linda Womack – vokál
- Daryl Hall – vokál
- Tawatha Agee – vokál
- Lani Groves – vokál
- Chaka Khan – vokál
- Tessa Niles – vokál
- Vanessa Thomas – vokál
- Hank Crawford – altszaxofon
- Ronnie Cuber – baritonszaxofon
- David Newman – tenorszaxofon
- Jon Faddis – trombita, kürt
- Lew Soloff – trombita

## Fordítás
Ez a szócikk részben vagy egészben  a   Journeyman (album) című angol Wikipédia-szócikk ezen változatának fordításán alapul.  Az eredeti cikk szerkesztőit annak laptörténete sorolja fel. Ez a jelzés csupán a megfogalmazás eredetét és a szerzői jogokat jelzi, nem szolgál a cikkben szereplő információk forrásmegjelöléseként.